# Serbi
|  | Aquest article tracta sobre la llengua. Vegeu-ne altres significats a «serbi (desambiguació)». |

El serbi o serbocroat és una llengua eslava meridional que és parlada, sensu stricto, principalment pels serbis. Des del punt de vista lingüístic, el serbi i el croat són dues variants estandarditzades d'un mateix idioma, sent les diferències entre ambdues de tipus menor i existint una plena intel·ligibilitat mútua.
D'un caire polític, fins al 1991 es va considerar que el serbi formava, juntament amb el croat i el bosnià, una de les varietats del serbocroat. El terme serbocroat es va utilitzar durant la major part del segle XX per referir-se a l'idioma comú de croats i serbis. Aquesta denominació va ser usada des de 1921 fins a les Guerres de Iugoslàvia a principis dels anys noranta, a manera de genèric dels dialectes parlats per serbis, croats, bosnians i montenegrins. Amb la separació de Iugoslàvia i l'aparició de nous estats, el terme «serbocroat» va caure en desús, a excepció de la lingüística. Avui en dia, la denominació de l'idioma és una qüestió polèmica, en la qual tenen molt a veure la història i la política. Després de la desintegració de Iugoslàvia i el cessament d'aplicació dels acords lingüístics entre Croàcia i Sèrbia es ve insistint molt, sobretot del costat croat, en la separació entre els tres idiomes. El major punt d'acord que es pot aconseguir en aquest sentit és el d'admetre que el serbi i croat (juntament amb el bosnià) formen part del «diasistema eslau centre-meridional».

## Distribució geogràfica
Amb la forma estandarditzada sèrbia es parla a la República de Sèrbia (incloent la regió autònoma de Vojvodina). El mateix idioma amb forma estandarditzada croata es parla a la República de Croàcia. Variants intermèdies entre ambdues formes es parlen a Bòsnia i Hercegovina i Montenegro (en els últims temps es treballa en l'elaboració d'una forma estandarditzada bosniana, i alguns també reclamen una forma estandarditzada montenegrina).

### Estatus oficial
El serbi és l'idioma oficial de la República de Sèrbia, de Montenegro i de Bòsnia i Hercegovina, sent cooficial en l'autoproclamada República de Kosovo, juntament amb l'albanès.

### Dialectes
Els principals dialectes del serbi són el štokavski i el torlački. La llengua literària està basada en el dialecte štokavski.

## Fonologia
La majoria dels sons del serbi tenen la seva correspondència amb les llengües llatines. No obstant això existeixen alguns sons que no estan presents de manera natural en aquests idiomes (tot i que en la seva majoria són coneguts a través d'altres idiomes). Aquests sons són, representats en alfabet ciríl·lic: з, ш, ж, ђ, џ, i en l'alfabet llatí: z, š, ž, đ, dz.

### Vocals
Les vocals del serbi són les mateixes que en castellà (a, e, i, o, u). Es pronuncien pràcticament igual, si bé la i és una mica més oberta. No obstant això, hi ha una diferenciació entre les vocals curtes i llargues.

## Sistema d'escriptura
El serbi pot ser escrit en dos alfabets diferents: ciríl·lic serbi (ћирилица, đirilica) i llatí serbi (latinica). Tots dos van ser oficials a Iugoslàvia. L'escriptura ciríl·lica és sota la Constitució de Sèrbia de l'any 2006, però l'escriptura llatina continua guanyant terreny com a resultat de la seva popularitat entre la comunitat empresarial i la població urbana. Abans de 1945 els serbis a Sèrbia no usaven l'alfabet llatí oficialment. Fora dels àmbits religiosos i tradicionals, on el ciríl·lic té clara preeminència, ambdós alfabets són usats indistintament, amb igual freqüència. Per exemple, passejant pels carrers de Belgrad un pot observar tota classe de cartells i retolacions escrits indistintament en ambdós alfabets, si bé els senyals de trànsit solen ser en alfabet llatí. Als bitllets i monedes hi apareixen ambdós alfabets.
En la seva forma escrita en alfabet ciríl·lic té algunes adaptacions respecte a l'alfabet d'altres idiomes com el rus o el búlgar.
L'escriptura en ambdós alfabets, ciríl·lic i llatí, és totalment fonètica: a cada lletra li correspon un únic i invariable so. La correspondència entre l'alfabet llatí serbi i el ciríl·lic serbi és total, i és el següent, incloent detalls de pronunciació segons l'Alfabet Fonètic Internacional:
| Ciríl·lic | А а | Б б | В в | Г г | Д д | Ђ ђ  | Е е | Ж ж | З з | И и | Ј ј | К к | Л л | Љ љ   | М м | Н н | Њ њ   | О о | П п | Р р | С с | Т т | Ћ ћ  | У у | Ф ф | Х х | Ц ц  | Ч ч  | Џ џ   | Ш ш |
| Llatí     | A a | B b | V v | G g | D d | Đ đ  | E e | Ž ž | Z z | I i | J j | K k | L l | Lj lj | M m | N n | Nj nj | O o | P p | R r | S s | T t | Ć ć  | U u | F f | H h | C c  | Č č  | Dž dž | Š š |
| AFI       | /a/ | /b/ | /ʋ/ | /g/ | /d/ | /dʑ/ | /e/ | /ʒ/ | /z/ | /i/ | /j/ | /k/ | /l/ | /ʎ/   | /m/ | /n/ | /ɲ/   | /o/ | /p/ | /r/ | /s/ | /t/ | /tɕ/ | /u/ | /f/ | /x/ | /ts/ | /tʃ/ | /dʒ/  | /ʃ/ |

No obstant això, l'ordre dels dos alfabets és diferent.
- Ordre ciríl·lic (anomenat aзбука, Azbuka): А, Б, В, Г, Д, Ђ, Е, Ж, З, И, Ј, К, Л, Љ, М, Н, Њ, О, П, Р, С, Т, Ћ, У, Ф, Х, Ц, Ч, Џ, Ш
- Ordre llatí (anomenat abeceda): A, B, V, G, D, dj, I, Ž, Z, I, J, K, L, LJ, M, N, NJ, O, P, R, S, T, Ć, U, F, H, c, C, dz, Š.

Les lletres ciríl·liques Љ, Њ i Џ són representades per dígrafs en l'alfabet llatí. En els dígrafs, les lletres sempre són escrites juntes (fins i tot en minúscules) i també són ordenades com una sola lletra (per exemple, al diccionari, ljubav, «amor», va abans que lopta, «bola»).